# Дімчогло Юрій Дмитрович
Юрій Дмитрович Дімчогло (нар. 19 серпня 1973, Томай, Чадир-Лунзький район, Молдавська РСР) — український політик гагаузького походження. Заступник голови Одеської обласної ради VII скликання. Депутат Одеської обласної ради VI і VII скликань, штатний радник Голови Одеської обласної державної адміністрації Сергія Рафаїловича Гриневецького. Голова Асоціації гагаузських товариств України (з 2018). Секретар депутатської групи міжпарламентських зв'язків Верховної Ради України з Парламентом Турецької Республіки 6-го скликання.

## Освіта
Томайська середня школа, Молдавська РСР (1980—1990 рр.).
Комратський державний університет, Республіки Молдова, спеціальність «Правознавство» (1990—1995 рр.).
Національний університет «Одеська юридична академія», спеціальність: «Державне управління та міжнародно-правові відносини», отримав академічну ступінь «Магістр права», (2007—2008 рр.)
Курси іноземних мов Київський національний університет імені Тараса Шевченка, спеціалізація: турецька мова (2007—2008 рр).

## Кар'єра
- 1998—2001 — заступник директора в СП «АСЛЕС ЛТД» в м. Одеса;
- 2001—2003 — директор СП «АСЛЕС ЛТД», м. Одеса;
- 2003—2013 — директор і засновник ТОВ «Босфорлес», м. Одеса;
- 2013—2015 — генеральний директор ТОВ «Поромний комплекс Орловка».
- 12.2012 — 2015 — депутат Одеської обласної ради VI скликання.
- 10.2015 — 2020 — депутат Одеської обласної ради VII скликання.
- 11.2015 — 2020 — заступник голови Одеської обласної ради.
- 12.2020 — 03.2022 штатний радник голови Одеської ОДА Сергія Гриневецького.
- березень 2022 - березень 2023 року - штатний радник голови Одеської обласної військової адміністрації Максима Марченко.
- з квітня 2023 року - засновник ТОВ "Поромний комплекс Орлівка".

## Політична діяльність
У грудні 2012 року був обраний депутатом Одеської обласної ради VI скликання за партійним списком ПП «Сильна Україна» по Одеській області.
У грудні 2014 року голова Одеської регіональної організації політичної партії «НАШ КРАЙ».
У жовтні 2015 року був обраний депутатом Одеської обласної ради VII скликання по 42-му виборчому округу Одеської області від політичної партії «НАШ КРАЙ».
У листопаді 2015 року був обраний на 1-ій сесії Одеської обласної ради заступником голови Одеської обласної ради. В цей же час увійшов до депутатської фракції «НАШ КРАЙ» в Одеській обласній раді.[джерело?]
У грудні 2020 року став штатним радником голови Одеської обласної державної адміністрації Сергія Гриневецького.

## Громадська діяльність
Ініціатор проєкту "Дунайський експрес" - це денний прискорений дизель поїзд сполученням Ізмаїл-Одеса-Головна, який 20.11.2021 року здійснив свій перший рейс у складі ДПКр-3-003.
Ініціатор та куратор проєктних робіт проєкту реконструкції та запуску міжнародного аеропорту "Ізмаїл" (Ізмаїл (аеропорт).
28 червня 2018 року - був обраний Головою "Асоціації гагаузьких товариств України" чотирма діючими гагаузськими громадськими організаціями України. 

## Внесок у міжнародні відносини Україна— Румунія
Юрій Дімчогло — ініціатор будівництва поромної переправи Орлівка (Одеська область) — Ісакча (Румунія).  Поромна переправа Орлівка —  Ісакча функціонує з 2020 року.

## Нагороди
- 1 грудня 2017 — Орден «За заслуги» ІІІ ступеня — за значний особистий внесок у державне будівництво, соціально-економічний, науково-технічний, культурно-освітній розвиток Української держави, вагомі трудові досягнення, багаторічну сумлінну працю[4]
- 11 червня 2025 - нагороджений медаллю «За підтримку української дипломатії» - під час проведення міжнародного саміту «Україна – Південно-Східна Європа». Нагороду вручив особисто Міністр Закордонних справ - Андрій Сибіга.